# کیم یو سوک
کیم یو سوک (به کره‌ای: 김유석 ؛ به انگلیسی: Kim Yu-seok) (زادهٔ ۲۲ سپتامبر ۱۹۶۶ در سئول) بازیگر اهل کره جنوبی است. از نقش آفرینی های برجستهٔ او می‌توان به کیم یوشین در رویای فرمانروای بزرگ (۲۰۱۲) ، هی جائه در افسانه دونگ‌یی (۲٠۱٠) و سین جونگ هان در مهم نیست چی میگن (۲۰۲۰) اشاره نمود.

## سریال‌های تلویزیونی
| سال  | عنوان                                     | نقش                            | شبکه |
| ---- | ----------------------------------------- | ------------------------------ | ---- |
| ۱۹۹۸ | بهترین تئاتر MBC (هیپو)                   | جین سو                         | MBC  |
| ۱۹۹۹ | بهترین یکشنبه (ضربات باد در یوئی دو)      | یونگ هو                        | KBS2 |
| ۲۰۰۱ | بهترین تئاتر MBC (عشق ناقص)               | یونگ جون                       | MBC  |
| ۲۰۰۱ | بهترین تئاتر MBC (دختر سیگار فروش)        | بیونگ گو                       | MBC  |
| ۲۰۰۱ | روباه و پشمک                              | او کیو ته                      | MBC  |
| ۲۰۰۱ | پیک نیک                                   | جونگ ریول                      | MBC  |
| ۲۰۰۲ | بهترین تئاتر MBC (سه بند و بانوی صورتی)   | پارک جونگ هون                  | MBC  |
| ۲۰۰۲ | بهترین تئاتر MBC (دور برگردان در شین چون) | میونگ سوک                      | MBC  |
| ۲۰۰۲ | بهترین تئاتر MBC (چتر گمشده)              | پارک مین هو                    | MBC  |
| ۲۰۰۲ | رزرو کردن برای عشق                        | کیم سانگ هیون                  | MBC  |
| ۲۰۰۲ | Gari-bong Elegy                           | پارک جون کی                    | MBC  |
| ۲۰۰۲ | اقرار                                     | کیم بیونگ هو                   | MBC  |
| ۲۰۰۳ | نزدیک به شما                              | لی کیونگ سیک                   | SBS  |
| ۲۰۰۳ | زن پادشاه                                 | شاهزاده‌ایم هائه                | SBS  |
| ۲۰۰۳ | دستکش                                     | هیون کیو                       | KBS1 |
| ۲۰۰۴ | بهترین تئاتر MBC (رؤیای عاشقانه)          | کیم یونگ هو                    | MBC  |
| ۲۰۰۴ | زمین                                      | کیم هوان                       | SBS  |
| ۲۰۰۴ | پیشنهاد دومی                              | سوک ته وو                      | KBS2 |
| ۲۰۰۵ | قوی باش، گوم سون                          | نو سی هوان                     | MBC  |
| ۲۰۰۶ | احمق دوست داشتنی من                       | لی هوتائه                      | SBS  |
| ۲۰۰۶ | متشکرم، زندگی من                          | لی این سوک                     | KBS2 |
| ۲۰۰۷ | عروسک نمکی                                | کنگ جی سوک                     | SBS  |
| ۲۰۰۷ | آن زنی که ترسناک است                      | بک جونگ جین                    | SBS  |
| ۲۰۰۸ | دروغ‌های سفید                              | کنگ جونگ وو                    | MBC  |
| ۲۰۱۰ | افسانه دونگ یی                            | جانگ هی جائه (برادر بانو جانگ) | MBC  |
| ۲۰۱۰ | دوباره لبخند بزن                          | لی پیل جائه                    | KBS1 |
| ۲۰۱۱ | سرنوشت یک مبارز                           | هونگ سو                        | MBC  |
| ۲۰۱۲ | رؤیای فرمانروای بزرگ                      | کیم یوشین                      | KBS1 |
| ۲۰۱۲ | پشت بام شاهزاده                           | پادشاه (پدر شاهزاده لی گاک)    | SBS  |
| ۲۰۱۲ | سندرم                                     | مین سونگ جون                   | jTBC |
| ۲۰۱۳ | همسر همسایه شما                           | آن سون کیو                     | jTBC |
| ۲۰۱۵ | پرنده‌ای که اشک نمی‌ریزد                    | او نام گیو                     | tvN  |
| ۲۰۱۵ | خون                                       | جونگ جی تائه                   | KBS2 |
| ۲۰۱۹ | باغ طلایی                                 | چوی دائه سونگ                  | MBC  |
| ۲۰۲۰ | مهم نیست چی میگن                          | سین جونگ هان                   | KBS1 |
| ۲۰۲۱ | کفش های قرمز                              | کوون سوک هوان                  |      |
| ۲۰۲۳ | به معنای بودن                             | کانگ چی هوان                   | MBC  |

## فیلم‌ها
1. هند فون (۲۰۰۹)
2. مسائل خانوادگی (۲۰۰۶)
3. جاده دور و طوفانی (۲۰۰۵)
4. عشق، چیز احمقانه ایست (۲۰۰۵)
5. تغییرات احتمالی (۲۰۰۵)
6. بوی عشق (۲۰۰۳)
7. راپسودی (۲۰۰۱)
8. نجوای راهروها (۱۹۹۸)
9. پانچ جوانمرد (۱۹۸۸)